# Vylučovací soustava

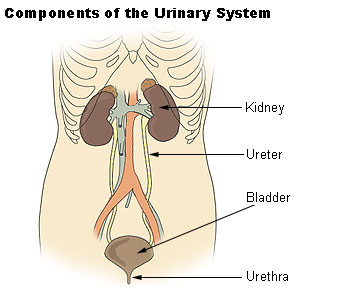
Vylučovací soustava člověka

Vylučovací soustava je orgánová soustava, která zajišťuje vylučování odpadních látek z těla. Vylučování je způsob, jak udržet homeostázu (udržování stálého vnitřního prostředí), protože se díky němu kontroluje složení tělních tekutin a obsah iontů v nich. Velmi často se vylučování děje prostřednictvím moči, potu nebo dýcháním. 
U různých skupin živočichů mají orgány vylučovací soustavy různou podobu i název. Příkladem jsou protonefridie, metanefridie, malpighické trubice a ledviny. Konkrétně u člověka jsou součástí vylučovací soustavy především ledviny, močovody, močový měchýř a močová trubice, na vylučování se však podílí i játra.

## Orgány živočichů sloužící k vylučování
Vylučovací soustava se vyvinula nejen u obratlovců, ale i u mnoha bezobratlých živočichů. Velmi časté jsou nefridie, orgány podobné svou funkcí ledvinám. Jednodušším typem nefridií jsou protonefridie, tvořené plaménkovými buňkami. Vyskytují se například u kmene ploštěnců. Takzvané metanefridie se nachází u kroužkovců, některých členovců a měkkýšů. U pavoukovců, želvušek a některých zástupců hmyzu jsou vylučovacím systémem malphigické trubice.

## Vylučovací soustava člověka

3D „anatogram“ lidské vylučovací soustavy (žena).

Lidská vylučovací soustava zpracovává vodu a vylučuje z těla moč, která je vyráběna v ledvinách a protéká močovody do močového měchýře a odtud do močové trubice. Je to ústrojí, které zbavuje organismus škodlivých látek.

### Ledviny
Hlavním vylučovacím ústrojím člověka jsou ledviny (Ren, rennes), které z těla odstraňují škodlivé látky vytvořené činností buněk. Současně regulují objem vody a obsah solí v těle. Při jejich selhání dojde během pěti dnů k úmrtí. Ledviny jsou párový orgán fazolovitého tvaru. Mají délku asi 12 cm, šířku asi 6 cm a hmotnost okolo 150 g. Jsou uloženy po stranách bederní páteře v tukovém polštáři, který je chrání před mechanickými otřesy. Povrch ledvin tvoří světlejší kůra a pod ní se nachází tmavší dřeň s 8–15 pyramidovými útvary, které přes ledvinový kalich nasedají na dutou ledvinovou pánvičku. Původ mají v osmoregulační funkci. Nefron je základní funkční jednotka ledviny, je jich v ledvině kolem milionu. Nefron se skládá ze samotného tělíska a odvodního kanálku. Tělísko se skládá z klubíčka vlásečnic a váčku. Vlásečnicemi protéká krev, která je odstředivou silou očištěna od odpadních a přebytečných látek, které se zachytí ve váčku a odvodním kanálkem odtečou z těla pryč.
Filtrace představuje propouštění vody a odpadních látek rozpustných ve vodě mezi stěny pohárku. Za 24 hodin tak vznikne celkem asi 150 až 170 litrů filtrátu, který nazýváme primární močí. Ten se částečně zpětně vstřebá a konečný objem vylučované (definitivní) moči je přibližně 1,5 litru. Ledviny jsou velmi citlivé na prudké jedy (např. z hub), nebo velmi silné otřesy, které mohou ledviny nenávratně poškodit. 

### Močovody
Močovody (Ureter) jsou trubice asi 25 cm dlouhé a spojují obě ledviny s močovým měchýřem. Moč tady protéká díky peristaltickým pohybům hladké svaloviny.

### Močový měchýř
Močový měchýř (Vesica urinaria) je orgán se stěnami z hladké svaloviny. Uchovává se v něm moč, má objem 600–1200 ml, při naplnění 150–400 ml obvykle osoba pociťuje nutkání močit(číslo se hodně liší podle postavy).

### Močová trubice
Močová trubice (Urethra) odvádí moč z těla ven. U mužů je dlouhá asi až 20 cm a slouží i jako pohlavní vývod. U žen bývá močová trubice kratší a slouží pouze k odvádění moči.

### Složení moči
Moč se skládá převážně z vody a v ní rozpuštěných látek. To jsou hlavně močovina a chlorid sodný. Zdravá moč neobsahuje cukr. Ledviny vytvoří během 24 hodin až 170 litrů primární moči, která je však za pomoci ADH znovu vstřebána, takže definitivní má objem jen 1,5 litru. K tomu je potřeba připočítat denní příjem tekutin, který má být nejméně 1,5 litru.

## Nemoci vylučovací soustavy
- Močové kameny
- Selhání ledvin
- Zánět močových cest